# Збишина
44°52′ пн. ш. 14°23′ сх. д. / 44.86° пн. ш. 14.39° сх. д.
Збишина (хорв. Zbišina) — населений пункт у Хорватії, у Приморсько-Горанській жупанії у складі міста Црес.

## Населення
Населення за даними перепису 2011 року становило 2 осіб.
Динаміка чисельності населення поселення:

## Клімат
Середня річна температура становить 14,04 °C, середня максимальна – 26,62 °C, а середня мінімальна – 2,20 °C. Середня річна кількість опадів – 1044 мм.
| Клімат поселення                              | Клімат поселення | Клімат поселення | Клімат поселення | Клімат поселення | Клімат поселення | Клімат поселення | Клімат поселення | Клімат поселення | Клімат поселення | Клімат поселення | Клімат поселення | Клімат поселення | Клімат поселення |
| Показник                                      | Січ.             | Лют.             | Бер.             | Квіт.            | Трав.            | Черв.            | Лип.             | Серп.            | Вер.             | Жовт.            | Лист.            | Груд.            |                  |
| Середній максимум, °C                         | 9,24             | 9,43             | 12,09            | 15,71            | 20,38            | 24,60            | 26,56            | 26,62            | 22,14            | 17,63            | 12,75            | 9,96             |                  |
| Середня температура, °C                       | 5,72             | 5,91             | 8,58             | 12,17            | 16,85            | 21,07            | 23,64            | 23,72            | 19,23            | 14,71            | 9,84             | 7,04             |                  |
| Середній мінімум, °C                          | 2,20             | 2,41             | 5,07             | 8,67             | 13,34            | 17,56            | 20,73            | 20,81            | 16,31            | 11,80            | 6,92             | 4,12             |                  |
| Норма опадів, мм                              | 89               | 72               | 72               | 75               | 68               | 74               | 43               | 68               | 108              | 132              | 136              | 107              |                  |
| Середньомісячна швидкість вітру, м/с          | 2.89             | 3.09             | 3.14             | 2.97             | 2.67             | 2.53             | 2.51             | 2.50             | 2.62             | 2.86             | 3.22             | 3.14             |                  |
| Середньомісячна сонячна радіація, кДж/м²·день | 4582             | 7400             | 10866            | 15492            | 19942            | 21704            | 23117            | 19934            | 14596            | 9348             | 4998             | 3874             |                  |
| --------------------------------------------- | ---------------- | ---------------- | ---------------- | ---------------- | ---------------- | ---------------- | ---------------- | ---------------- | ---------------- | ---------------- | ---------------- | ---------------- | ---------------- |
| Джерело:                                      |                  |                  |                  |                  |                  |                  |                  |                  |                  |                  |                  |                  |                  |